# Ellipteroides (Progonomyia) brevifurca
Ellipteroides (Progonomyia) brevifurca is een tweevleugelige uit de familie steltmuggen (Limoniidae). De soort komt voor in het Afrotropisch gebied.